# Uptown Rebels SC
El Uptown Rebels SC es un equipo de fútbol de Santa Lucía que juega en la División de Oro de Santa Lucía, la primera división nacional.

## Historia
Fue fundado en el año 1980 en la ciudad de Vieux Fort y al año siguiente es campeón nacional por primera vez.
A nivel internacional tiene su primera aparición en la Copa de Campeones de la Concacaf 1987 donde es eliminado en la primera ronda por el Golden Star de Martinica.

## Palmarés
- División de Oro de Santa Lucía: 1

1981

## Participación en competiciones de la Concacaf
| Temporada | Torneo                           | Ronda | Club        | Casa | Visita | Global |
| --------- | -------------------------------- | ----- | ----------- | ---- | ------ | ------ |
| 1987      | Copa de Campeones de la Concacaf | 1     | Golden Star | 0-1  | 0-3    | 0-4    |